# Finlay (reka)
Finlay (angleško Finlay River, francosko La rivière Finlay) je reka v zahodni Kanadi, ki teče skozi notranjost province Britanska Kolumbija ter v glavni strugi meri 402 kilometra v dolžino.
Reka Finlay izvira pri jezeru Thutade in najprej teče v severovzhodni smeri. Po približno 100 kilometrih se njena glavna struga v obliki velikega meandra obrne proti jugovzhodu in nadaljuje svojo pot v tej smeri do izliva v akumulacijsko jezero Williston, ki je bilo urejeno leta 1967. Večinoma je gorska reka, ki teče skozi odročne kraje gorovja Cassiar na severu in gorovja Omineca na jugu. Človeških naselij in cestnih povezav znotraj porečja reke Finlay skorajda ni. Med glavne pritoke po reki navzdol štejejo reke Firesteel, Toodoggone, Fox, Warneford, Ingenika in Ospika.
Porečje reke Finlay je prvotno imelo površino približno 43.000 km². Z gradnjo akumulacijskega jezera Williston se je površina dela porečja, ki dejansko vsebuje vodotoke, zmanjšala na približno 22.000 km². Reki Ingenika in Ospika se danes izlivata neposredno v akumulacijsko jezero Williston, katerega stoječa voda predstavlja mejo med glavnima strugama rek Finlay in Peace, ki sta s skupno dolžino 1923 kilometrov osrednji reki porečja, ki zajema večino južnega dela porečja Mackenziejeve reke, s čimer je hkrati del največjega porečja v Kanadi. Izvir reke Finlay velja za izvir celotnega porečja Mackenziejeve reke, medtem ko sedanja glavna struga reke Peace izhaja iz jezu na vzhodni konici akumulacijskega jezera Williston.
Reka Finlay je bila poimenovana po trgovcu s kožuhi Johnu Finlayu, rojenem v Montréalu, ki je leta 1797 raziskal del njenega porečja. Prvi Evropejec, ki je s plutjem po glavni strugi reke Finlay prišel do njenega izvira pri jezeru Thutade, je bil Škot Samuel Black leta 1824. Sredi 19. stoletja je bila glavna struga reke Finlay del severne meje takratne kolonije Britanska Kolumbija.